# Åmsele församling
Åmsele församling var en församling inom Svenska kyrkan i Luleå stift och i Vindelns kommun. Församlingen uppgick 2006 i Vindelns församling.

## Administrativ historik
Församlingen bildades 1 januari 1962 genom en utbrytning ur Degerfors församling av Åmsele kyrkobokföringsdistrikt (med 1 706 invånare) samt ett område av Degerfors kyrkobokföringsdistrikt (med 246 invånare). Åmsele kyrkobokföringsdistrikt hade bildats 1 januari 1924 enligt beslut den 9 mars 1923. Församlingen återuppgick 2006 i Vindelns församling.
Åmsele var under hela dess existens annexförsamling i pastoratet Vindeln (benämnt Degerfors före 1970) och Åmsele.

## Areal
Åmsele kyrkobokföringsdistrikt omfattade den 1 januari 1961 en areal av 750,70 km², varav 697,18 km² land, medan den nya församlingen omfattade 1 januari 1966 en areal av 814,76 km² land. Den 1 januari 1976 omfattade församlingen en areal av 894,2 km², varav 814,8 km² land.

## Befolkningsutveckling
| Befolkningsutvecklingen i Åmsele församling 1930–2000 | Befolkningsutvecklingen i Åmsele församling 1930–2000 | Befolkningsutvecklingen i Åmsele församling 1930–2000 | Befolkningsutvecklingen i Åmsele församling 1930–2000 | Befolkningsutvecklingen i Åmsele församling 1930–2000 |
| --- | ----------------------------------------------------- | ----------------------------------------------------- | ----------------------------------------------------- | ----------------------------------------------------- |
| |                                                       |                                                       |                                                       |                                                       |
| År |                                                       |                                                       | Folkmängd                                             |                                                       |
| 1930 | 1930                                                  |                                                       | 1 560                                                 |                                                       |
| 1935 | 1935                                                  |                                                       | 1 565                                                 |                                                       |
| 1940 | 1940                                                  |                                                       | 1 551                                                 |                                                       |
| 1945 | 1945                                                  |                                                       | 1 607                                                 |                                                       |
| 1950 | 1950                                                  |                                                       | 1 622                                                 |                                                       |
| 1955 | 1955                                                  |                                                       | 1 579                                                 |                                                       |
| 1960 | 1960                                                  |                                                       | 1 489                                                 |                                                       |
| 1965 | 1965                                                  |                                                       | 1 521                                                 |                                                       |
| 1970 | 1970                                                  |                                                       | 1 254                                                 |                                                       |
| 1975 | 1975                                                  |                                                       | 1 110                                                 |                                                       |
| 1980 | 1980                                                  |                                                       | 1 033                                                 |                                                       |
| 1985 | 1985                                                  |                                                       | 916                                                   |                                                       |
| 1990 | 1990                                                  |                                                       | 851                                                   |                                                       |
| 1995 | 1995                                                  |                                                       | 781                                                   |                                                       |
| 2000 | 2000                                                  |                                                       | 650                                                   |                                                       |
| Anm: Siffrorna före 1965 avser Åmsele kyrkobokföringsdistrikt, som omfattade ett mindre område än församlingen. För åren 1930, 1940 & 1945: befolkning enligt folkräkning 31 december enligt den administrativa indelningen den 1 januari följande år. 1950 avser befolkning enligt folkräkning den 31 december enligt den administrativa indelningen den 1 januari 1952. 1960-1970 avser befolkning enligt folkräkning den 1 november enligt den administrativa indelningen den 1 januari följande år. För åren 1935, 1955 samt 1975-1990: kyrkobokförd befolkning 31 december enligt den administrativa indelningen den 1 januari följande år. För åren 1995-2000: folkbokförd befolkning 31 december enligt den administrativa indelningen den 1 januari följande år. |                                                       |                                                       |                                                       |                                                       |

## Kyrkor
- Åmsele kyrka